# Браунсберзька єзуїтська колегія

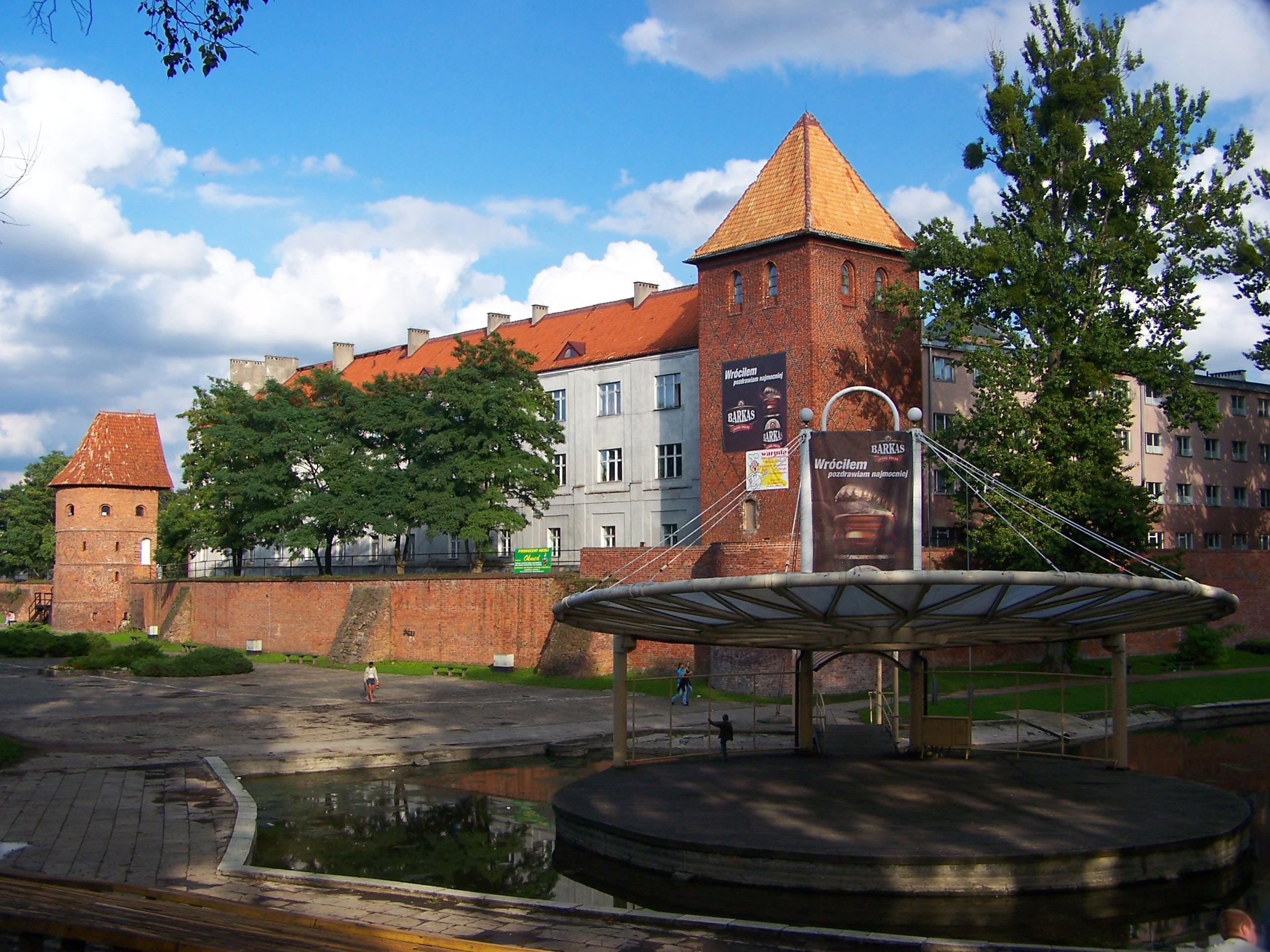
Єзуїтська колегія

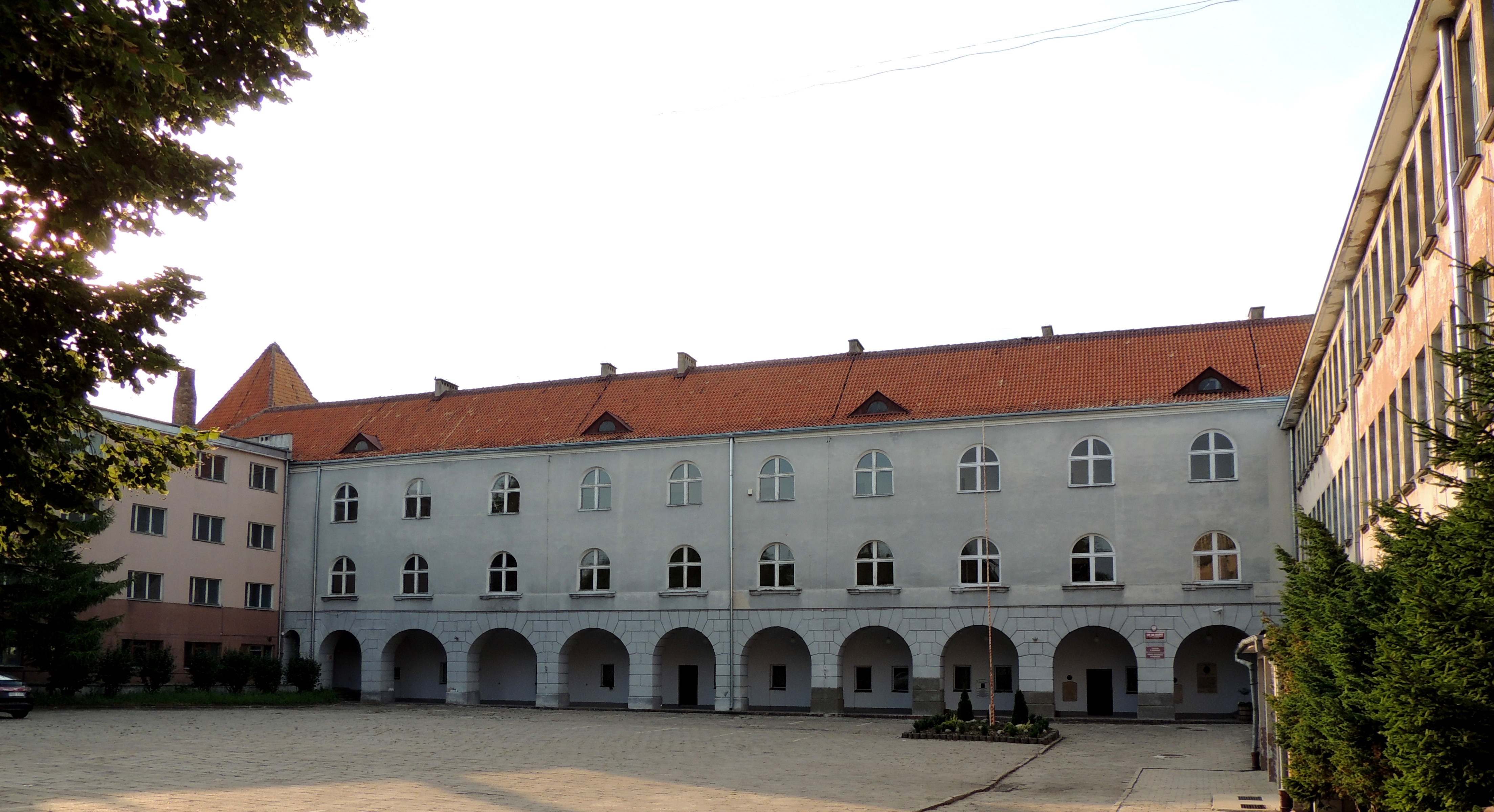
Внутрішній двір

Браунсбе́рзька єзуї́тська коле́гія — у 1565—1773 роках навчальний заклад Товариства Ісуса в місті Браунсберг, Вармійське князівство, Пруссія (сучасне Бранево, Польща). Заснований кардиналом Станіславом Гозієм. Інша назва — Го́зієва коле́гія (лат. Collegium Hosianum). Була одним із найбільших єзуїтських навчальних закладів, найважливішим центром Контрреформації та підготовки католицького кліру у Східній Європі. Розпущена за рішенням прусського уряду; 1780 року відновлена як Академічна гімназія (лат. Gymnasium Academicum), що з 1818 року звалася Гозієвським ліцеєм (лат. Lyceum Hosianum), а з 1912 року отримала статус державної академії.

## Історія
Браунсберзька колегія вирізнялася з-поміж інших єзуїтських шкіл, що були в Європі, обсягом навчальних предметів, які у ній викладалися. З 1566 року тут, окрім звичних дисциплін, навчали німецької мови, математики, співу та діалектики. Після відкриття Єпархіальної та Папської семінарії було впроваджено деякі богословські дисципліни, а у 1592 — філософські, які стали ознакою високого освітнього рівня закладу.
Колегія мала міжнародний статус. Окрім німецьких студентів, тут навчалися студенти з усієї Європи. Переважно це були поляки, починаючи з 1580 року завдяки старанням Антоніо Поссевіно — шведи та русини (українці, білоруси). У Браунсберзькій колегії навчалися представники єпископату Української греко-католицької церкви періоду XVI—XVIII ст.: три митрополити і 16 єпископів, а також семеро протоархимандритів Василіянського Чину.

## Видатні особи

### Професори
- Павел Бокша, ректор у 1597—1599 роках
- Ян Ґружевський, професор філософії в 1613—1614 роках
- Шимон Пруський, префект студій у 1613—1615 роках
- Тобіаш Арент, ректор у 1690—1693 роках
- Карл Веєрштрас (1815–1897), професор математики в 1848—1856 роках

### Студенти
- Рафаїл (Корсак) — протоархимандрит Василіянського Чину (1626—1640), митрополит Київської унійної митрополії (1637—1640)
- Гавриїл (Коленда) — протоархимандрит Василіянського Чину (1667—1674), митрополит Київської унійної митрополії (1665—1674)
- Пилип (Володкович) — митрополит Київської унійної митрополії (1762—1778)
- Маркіян (Білозор) — архієпископ Полоцький (1697—1707)
- Венедикт (Глинський) — єпископ Володимирський і Берестейський (1666—1679)
- Атанасій (Пакоста) — єпископ Холмський і Белзький (1619—1625)
- Прокіп (Хмельовський) — єпископ Перемишльський, Самбірський і Сяноцький (1652—1664)
- Андрій Кваснинський-Злотий — архієпископ Смоленський (1640—1654)
- Юрій (Малеєвський) — архієпископ Смоленський (1690—1696)
- Полікарп (Мигуневич) — протоархимандрит Василіянського Чину (1743—1747), архієпископ-номінат Смоленський
- Пахомій (Война-Оранський) — єпископ Пінський і Турівський (1637—1653)
- Павло (Овлучинський) — єпископ-коад'ютор Перемишльський, Самбірський і Сяноцький (1637—1649)
- Михайло (Пашковський) — архієпископ Смоленський (1666—1670)
- Сильвестр (Пешкевич) — архієпископ Полоцький і Вітебський (1710—1714)
- Митрофан (Соколинський–Друцький) — архієпископ Смоленський (1671—1690)
- Лаврентій (Соколинський-Друцький) — архієпископ Смоленський (1719—1727)
- Яків (Суша) — протоархимандрит Василіянського Чину (1661—1666), єпископ Холмський і Белзький (1652—1687)
- Пилип (Шумборський) — єпископ Холмський і Белзький (1830—1851)
- Михайло (Тарновський-Ґротус) — архієпископ Смоленський (1714—1718)
- Антоній (Томилович-Лебецький) — протоархимандрит Василіянського Чину (1730—1736), архієпископ Смоленський (1736—1745)
- Антонін (Жолкевський) — єпископ Пінський і Турівський (1697—1702)
- Стефан Мартишкевич-Бусинський — протоархимандрит Василіянського Чину (1679—1686)
- Йосиф Моргулець — протоархимандрит Василіянського Чину (1780—1786)
- Йосиф Пєткевич — протоархимандрит Василіянського Чину (1686—1690)
- Онуфрій Братковський — Унівський архимандрит (1773—1790)
- Теодосій Ґойжевський — архимандрит Дерманського монастиря (1793—1821)
- Ян-Юрій Радзивілл — князь, військовий та державний діяч Великого князівства Литовського часів Речі Посполитої
- Ян Казимир Сапега — великий гетьман литовський та урядник Речі Посполитої
- Конрад Цузе — винахідник комп'ютерів